# آندروود (مینه‌سوتا)
آندروود، مینه‌سوتا (به انگلیسی: Underwood, Minnesota) یک شهر در ایالات متحده آمریکا است که در شهرستان اوتر تیل، مینه‌سوتا واقع شده‌است.

## خصوصیات
آندروود ۱٫۵۰ کیلومترمربع مساحت و ۳۴۱ نفر جمعیت دارد و ۴۰۷ متر بالاتر از سطح دریا واقع شده‌است.